# Eduardo Christ
Eduardo Christ foi um guitarrista e compositor de Porto Alegre, integrante de diversas bandas do rock gaúcho, incluindo a  Graforréia Xilarmônica, entre 1996 e 2000 (com a qual gravou algumas músicas do álbum Chapinhas de Ouro, em 1998), bem como músico da banda de apoio de Frank Jorge, entre 1998 e 2005.
Integrou a banda Ceres com Carlo Pianta (Graforréia Xilarmônica e DeFalla) e Biba Meira (DeFalla), entre 1989 e 1992, que fez parte do LP coletivo "Assim na Terra como no Céu".
Em 2004, lançou de maneira independente o trabalho solo, o EP "Eduardo Christ", com a produção de Thomas Dreher e Régis Sam

## Discografia
EP
- Eduardo Christ (2004)

### Com aGraforréia Xilarmônica
Álbuns de estúdio
- Chapinhas de Ouro (1998)